# Џесап (Мериленд)
Џесап (енгл. Jessup) насељено је место без административног статуса у америчкој савезној држави Мериленд.

## Демографија
По попису из 2010. године број становника је 7.137, што је 728 (-9,3%) становника мање него 2000. године.
| Група             | 2000.         | 2010.         |
| Белци             | 2.412 (30,7%) | 2.472 (34,6%) |
| Афроамериканци    | 5.327 (67,7%) | 4.306 (60,3%) |
| Азијати           | 26 (0,3%)     | 60 (0,8%)     |
| Хиспаноамериканци | 81 (1,0%)     | 268 (3,8%)    |
| Укупно            | 7.865         | 7.137         |